# (9811) Cavadore
(9811) Cavadore (1998 ST) – planetoida z grupy pasa głównego asteroid okrążająca Słońce w ciągu 3,43 lat w średniej odległości 2,27 j.a. Odkryta 16 września 1998 roku.